# Eugonatonotidae
Eugonatonotidae é uma família de crustáceos decápodes da superfamília Nematocarcinoidea que inclui apenas um género extante conhecido, o género Eugonatonotus. Este género é também monotípico contendo apenas uma espécie validamente descrita, Eugonatonotus crassus, com distribuição natural no oeste do Oceano Atlântico.